# Beijing Story
Beijing Story (北京故事T, Běijīng gùshìP) è un romanzo di tipo autobiografico scritto da un autore anonimo soprannominato Tongzhi, presumibilmente tra il 1996 e il 1997. In Cina la pubblicazione di questa storia omosessuale ha destato scandalo ed è stata vietata dal Governo della Repubblica Popolare Cinese.
Nel 2001 il regista hongkonghese Stanley Kwan da questo romanzo ha tratto il film Lan Yu, interpretato da Jun Hu e Huatong Li. La pellicola venne ufficialmente selezionata al Festival di Cannes del 2001 nella sezione Un Certain Regard.

## Pubblicazione
Il romanzo nasce come internet novel per sfuggire alla censura dello Stato cinese. L'autore per evitare discriminazioni omofobe è rimasto anonimo ed è identificato dal soprannome Tongzhi, che letteralmente si traduce come compagno e per estensione significa omosessuale. Il racconto oltre che essere pubblicato da alcuni siti web di lingua cinese è successivamente stato tradotto in anche in inglese. La prima pubblicazione cartacea è avvenuta in Italia nel 2009 a cura di Mario Fortunato, con traduzione in italiano di Lucia Regola.

## Trama
Il libro, ambientato nella Cina dei recenti anni del boom economico-industriale, racconta la storia d'amore tra Handong, un ricco industriale pieno di supponenza di ventisette anni, figlio di un alto funzionario di Stato, e Lan Yu, un adolescente proveniente da una zona rurale della Cina del nord giunto a Pechino per affrontare l'università.

## Edizioni
- (ZH) Tongzhi, Beijing gushi, Pechino, 1996  [1996]. URL consultato il settembre 2009.
- Tongzhi, Beijing Story, a cura di Mario Fortunato, Roma, Nottetempo, 2009, ISBN 978-88-7452-211-8.
- (ES) Beijing Tongzhi, Ocurrió en Pekín, a cura di Carlos Sanrune, Madrid, Amistades Particulares, 2016, ISBN 978-84-945199-0-1.
- (EN) Beijing Tongzhi, Beijing Story, a cura di Carlos Sanrune, Madrid, Amistades Particulares, 2016, ISBN 978-84-945199-1-8.